# 모미이 아키
모미이 아키(일본어: 籾井あき, もみい あき, 2000년 10월 7일~)는 일본의 배구 선수로 포지션은 세터이다. 현재 일본 배구 리그인 V.프리미어리그의 팀인 JT 마블러스 소속으로 활동하고 있다.

## 클럽 경력
가나가와현 사가미하라시 출신이다. 아버지는 스페인인과 페루인 혼혈이며 어머니는 페루인과 일본인 혼혈이다. 이로 인해 고등학교 때까지 페루 국적을 보유했다. 소학교 2학년 시절에 친구의 권유로 집 근처의 어린이 배구단에 입단하며 배구를 시작했다. 하치오지 짓센 고등학교를 졸업한 후 2019년 2월 V.프리미어리그의 팀인 JT 마블러스에 내정 선수로 입단했다. 이후 일본 선수로 뛰기 위해 페루 국적을 포기하고 일본 국적을 취득했다.
2019년 10월 12일 리그 개막전인 토요타 오토바디 퀸세이즈와의 경기를 통해 리그 첫 경기를 가졌다. 이후에도 꾸준히 출전하여 팀의 우승에 공헌했으며 리그 베스트 6인에 선정되었다. 2020-21 시즌에도 연속 우승에 공헌했다. 2021-22 시즌 도중인 2021년 9월에 손가락 골절 부상을 입으며 리그 전반을 쉬었다.

## 국가대표팀 경력
2021년에 일본 배구 국가대표로 발탁되었고, 그 해 1월에 열린 도쿄 챌린지컵을 통해 국가대표팀 경기에 처음으로 출전했다. 이 대회에서 일본 대표팀은 중국 대표팀에 이어 준우승을 차지했다. 이후 5월에 열린 FIVB 네이션스리그에 일본 국가대표팀의 일원으로 참가였고, 일본 대표팀은 4위에 올랐다.
같은 해 7월에는 도쿄에서 열린 2020년 하계 올림픽에 일본 국가대표로 참가하였다. 이 대회에서 5경기에 출전했으며 그 중 4경기에 선발로 출전했고 대표팀은 9위를 기록했다. 이듬해인 2022년 9월에는 프랑스에서 개최된 투르누아 드 프랑스에 참가하여 개최국 프랑스 대표팀을 꺾고 우승을 차지했으며, 같은 달에 폴란드와 네덜란드에서 공동 개최한 2022년 세계 선수권 대회에 참가하여 5위를 기록했다.

## 학력
- 하치오지 짓센 고등학교

## 수상

### 클럽
JT 마블러스
- V.프리미어리그 디비전 1 우승: 2019-20, 2020-21
- V.프리미어리그 디비전 1 준우승: 2021-22
- 천황배 우승: 2021-22

### 국가대표팀
일본
- 투르누아 드 프랑스 우승: 2022
- 도쿄 챌린지컵 준우승: 2021

### 개인
- 2020년 일본 V.프리미어리그 디비전1 베스트 6